# Ляхов Андрій Микитович
Андрій Микитович Ляхов (1908—1943) — радянський військовик, полковник. 

## Біографія
Народився в 1908 році. Учасник радянсько-німецької війни. З 30 червня 1943 року по 19 вересня 1943 року — командир 95-ї гвардійської стрілецької дивізії. Загинув у 1943 році у боях за Полтавщину. 
Похований на території меморіального комплексу Солдатської Слави в Полтаві. Його ім'ям названо вулицю в Полтаві.